# Karaman (circonscription électorale)
Pour les articles homonymes, voir Karaman (homonymie).
La circonscription électorale de Karaman correspond à la province du même nom et envoie 3 députés à la Grande assemblée nationale de Turquie (2 entre 2011 et 2018).

## Composition
La circonscription de Karaman est divisée en 6 districts (ilçe). Chaque district est composé d'un chef-lieu et de municipalités (communes et villages).

## Résultats électoraux

### Élections législatives de 2018
| Partis                   | Partis                                        | Voix    | %     | Sièges | +/-           | Élus                               |
| ------------------------ | --------------------------------------------- | ------- | ----- | ------ | ------------- | ---------------------------------- |
|                          | Parti de la justice et du développement (AKP) | 84 410  | 53,52 | 2      |               | Recep Şeker et Selman Oğuzhan Eser |
|                          | Parti républicain du peuple (CHP)             | 25 615  | 16,24 | 1      | 1             | İsmail Atakan Ünver                |
|                          | Parti d'action nationaliste (MHP)             | 23 620  | 14,98 | 0      | en stagnation |                                    |
|                          | Le Bon Parti (İYİ)                            | 18 195  | 11,54 | 0      | Nv.           |                                    |
|                          | Parti démocratique des peuples (HDP)          | 2 491   | 1,58  | 0      | en stagnation |                                    |
|                          | Parti de la félicité (SP)                     | 2 482   | 1,57  | 0      | en stagnation |                                    |
|                          | Parti patriote (VATAN)                        | 534     | 0,34  | 0      | en stagnation |                                    |
|                          | Parti de la cause libre (HÜDA PAR)            | 362     | 0,23  | 0      | en stagnation |                                    |
|                          |                                               |         |       |        |               |                                    |
| Total                    | Total                                         | 157 709 | 100   | 3      | 1             | -                                  |
| Inscrits / participation | Inscrits / participation                      | 173 867 | 90,20 |        |               |                                    |

### Élections législatives de 2023
| Partis                   | Partis                                        | Voix    | %     | Sièges | +/-           | Élus                                |
| ------------------------ | --------------------------------------------- | ------- | ----- | ------ | ------------- | ----------------------------------- |
|                          | Parti de la justice et du développement (AKP) | 69 558  | 41,08 | 2      | en stagnation | Selman Oğuzhan Eser et Osman Sağlam |
|                          | Parti républicain du peuple (CHP)             | 32 679  | 19,30 | 1      | en stagnation | İsmail Atakan Ünver                 |
|                          | Parti d'action nationaliste (MHP)             | 30 617  | 18,08 | 0      | en stagnation |                                     |
|                          | Le Bon Parti (İYİ)                            | 18 378  | 10,85 | 0      | en stagnation |                                     |
|                          | Parti de la grande unité (BBP)                | 4 476   | 2,64  | 0      | en stagnation |                                     |
|                          | Nouveau parti de la prospérité (YRP)          | 3 829   | 2,26  | 0      | Nv.           |                                     |
|                          | Parti de la victoire (ZP)                     | 3 150   | 1,86  | 0      | Nv.           |                                     |
|                          | Parti de la patrie (M)                        | 1 565   | 0,92  | 0      | Nv.           |                                     |
|                          | Parti de la gauche verte (YSP)                | 1 363   | 0,80  | 0      | en stagnation |                                     |
|                          | Parti des travailleurs de Turquie (TIP)       | 608     | 0,36  | 0      | en stagnation |                                     |
|                          | Parti de la justice (AP)                      | 574     | 0,34  | 0      | Nv.           |                                     |
|                          | Parti jeune (GP)                              | 313     | 0,18  | 0      | en stagnation |                                     |
|                          | Parti de la justice et de l'unité (AB)        | 277     | 0,16  | 0      | Nv.           |                                     |
|                          | Parti de la mère patrie (ANAP)                | 268     | 0,16  | 0      | en stagnation |                                     |
|                          | Parti communiste de Turquie (TKP)             | 194     | 0,11  | 0      | en stagnation |                                     |
|                          | Parti de la nation (MP)                       | 189     | 0,11  | 0      | en stagnation |                                     |
|                          | Parti des droits et libertés (HAK)            | 179     | 0,11  | 0      | en stagnation |                                     |
|                          | Parti de libération du peuple (HKP)           | 160     | 0,09  | 0      | en stagnation |                                     |
|                          | Parti patriote (VATAN)                        | 146     | 0,09  | 0      | en stagnation |                                     |
|                          | Parti de gauche (SOL)                         | 118     | 0,07  | 0      | en stagnation |                                     |
|                          | Parti de l'union du pouvoir (GBP)             | 97      | 0,06  | 0      | Nv.           |                                     |
|                          | Mouvement communiste (TKH)                    | 77      | 0,05  | 0      | Nv.           |                                     |
|                          | Parti de l'innovation (YP)                    | 45      | 0,03  | 0      | Nv.           |                                     |
|                          | Parti de la route nationale (MYP)             | 1       | 0,00  | 0      | Nv.           |                                     |
|                          | Indépendants (Ind.)                           | 458     | 0,27  | 0      | en stagnation |                                     |
|                          |                                               |         |       |        |               |                                     |
| Total                    | Total                                         | 169 319 | 100   | 3      | en stagnation | -                                   |
| Inscrits / participation | Inscrits / participation                      | 188 052 | 89,70 |        |               |                                     |